# Њу дил
Њу дил (енгл. New Deal — срп. досл. „нови договор”), познат и као Ново пословање или Договор о новом пословању, био је амерички национални програм председника Френклина Рузвелта спровођен у раздобљу од 1933. до 1938. године. Циљ је било доношење економског олакшања због тешких последица Велике депресије. Програм је подразумевао извођење јавних радова о трошку државе, давање повољних кредита фармерима и банкарима, као и државну контролу привреде — нарочито контролу цена. Настао је као одговор либералних кругова на нараслу моћ и ароганцију капитала, окретањем ка држави благостања, персонализованој у лику председника а на рачун слабљења моћи Конгреса САД, тада корумпираног економским утицајем.

## Пропаст берзе 1929.
У октобру 1929. године се догодио крах на њујоршкој берзи, након што су улагачи масовно распродали деонице купљене делимично на кредит. Уследила је Велика депресија; дошло је до масовног затварања предузећа широм Сједињених Америчких Држава. У 19. веку они незапослени су обично тражили посао на земљорадничким поседима; технолошким напретком и механизацијом пољопривреде ’30-их година то више није било могуће.

## Избори 1932.
Главна тема изборне кампање 1932. године у Сједињеним Америчким Државама било је ефективно решавање масовне незапослености. Председнички кандидат републиканаца Херберт Хувер сматрао је да ће се привреда опоравити природним ефектима, те се залагао за мере штедње:
Благостање је одмах иза угла.
Френклин Д. Рузвелт, кандидат демократа, залагао се за масовну централизацију и укидање социјалне неправде пројектом Њу дил (енгл. New Deal). Рузвелт је победио на изборима, а британски економиста Џон М. Кејнс му је упутио писмо које је 31. децембра 1933. године објављено у Њујорк тајмсу. У том писму Кејнс предлаже Рузвелту стимулисање целокупне економије Националним индустријским актом за опоравак (енгл. National Industrial Recovery Act, NIRA).

## Њу дил

### Финансирање
Да би се омогућило финансирање реформи, влада је повећала порезе — порез на добит на 79% и порез на наследство на 77%.

### Први део
У року од три месеца донесен је низ закона за оживљавање привреде — Први Њу дил (енгл. First New Deal). Велики број људи запослен је у изградњи јавне инфраструктуре: паркова, мостова, аеродрома и јавних установа. Број незапослених смањен је са 13 милиона (1933) на 7 милиона пред почетак Другог светског рата (1939). Донесен је Закон о олакшици за фармере (енгл. Agricultural Adjustement Act, AAA) захваљујући којем су они добијали субвенције преко потребне у раздобљу од 1935. до 1938. године када је била велика суша позната као „Даст боул” (енгл. Dust Bowl — срп. досл. „посуда за прашину”) или „Прљаве тридесете” (енгл. The Dirty Thirties).

### Други део
Под притиском десних и левих групација Рузвелт уводи низ привредних и социјалних мера — Други Њу дил (енгл. Second New Deal) за борбу против сиромаштва и незапослености те за стварање ефикасне социјалне мреже. Установа за потицај рада (енгл. Works Progress Administration, WPA) постала је најважнија институција која је нудила посао уместо социјалне помоћи. Граде се школе, јавне установе, кина, музеји, позоришта... У склопу три федерална пројекта за позоришта, уметност и писање (енгл. Federal Theater Project, Federal Art Project, Federal Writers Project) запошљавају се многи писци, сликари, глумци и музичари. Најважнија реформа је било увођење Закона о социјалном осигурању (енгл. Social Security Act), чиме су предузећа и запослени уплаћивали узајамни допринос за пензионере, инвалиде и незапослене.

#### Реформа финансијског сектора
Картер Глас (секретар државних финансија) и Хенри Стигал (покровитељ Комитета банака и валуте) предлажу 1933. године закон о реформи финансијског сектора под називом Глас—Стигалов закон. Закон је потписан 16. јуна 1933. године и раздвајао је комерцијалне послове банака од шпекулације (инвестиционо банкарство). Оснива се и фонд за заштиту депозита (енгл. Federal Deposit Insurance Corporation, FDIC), где свака банка уплаћује одређени допринос за осигурање штедиша.

## Планирани државни удар
Дана 15. марта 1933. године извршен је покушај атентата на Рузвелта, али хитац из пиштоља који је испалио Ђузепе Цангара убио је Антона Чермака — тадашњег градоначелника Чикага. 20. новембра 1934. године пред Америчким конгресом појавио се генерал-мајор Смедли Д. Батлер који је упозорио на постојање завере против Рузвелта. Батлер је под заклетвом изјавио да су особе из финансијског сектора планирале — по узору на Вајмарску републику и тадашњу Краљевину Италију — да уведу фашистички режим у Сједињеним Америчким Државама. Навео је имућне породице Дупон, Морган, Раскоб и Мерфи, које су нередима и демонстрацијама хтеле да свргну Рузвелта. Није могло бити утврђено је ли стварно постојала завера и да ли покушај атентата има везе с тим.

## Критика економиста
Економиста Роберт Мерфи критикује Хувера и Рузвелта због спровођења интервенционизма. Наводи да су мере само продужиле кризу и опоравак тржишта. Узрок кризе види у политици Америчке централне банке која је давала кредите с ниским каматама за шпекулацију. С овом тезом слаже се и Милтон Фридман.

## Значај
Рузвелт опет побеђује на изборима, освојивши 1936. већи број гласова него 1932. године. Тада је у Медисон сквер гардену одржао говор којим је још једном истакао значај реформи које је донео Њу дил:
Морали смо се суочити са старим непријатељима мира — пословним и финансијским монополом, шпекулацијом, безобзирним банкарством, класним антагонизмом, секционализмом, ратним профитерством. Ми сада знамо да је владавина организованог новца исто опасна као и владавина организоване руље. Никад пре у целокупној нашој историји ове снаге нису биле тако уједињене против једног кандидата као што је то данас. Једногласни су у својој мржњи против мене — а ја се радујем њиховој мржњи.

## Програми
Њу дил је имао тридесетак главних програма од којих су неки били универзално препознатљиви по својим акронимима. Већина их је угашена током Другог светског рата; неки раде и дан-данас.
Главни програми њу дила су:
| - (), 1933 - (), 1933 - (), 1933 - (), 1933 - (), 1933—1942 - (), 1933 - (), 1933 - (), 1933 - (), 1933 - (), 1933—1938 - (), 1993—данас - (), 1933 - (), 1933 | - (), 1933—1934 - (), 1934 - (), 1935—данас - (), 1935—1943 - () / (), 1935—данас - (), 1937 - (), 1938—данас - () / (), 1936—данас - (), 1938 |